# Юнтоловский заказник
Ю́нтоловский зака́зник — государственный природный заказник регионального значения в Санкт-Петербурге. Площадь — 976,8 га.
Заказник образован решением президиума Ленсовета от 20.07.1990 № 71. Распоряжением Губернатора Санкт-Петербурга от 30.11.1999 № 1275-р утверждены границы заказника и установлен режим особой охраны.

## География
Юнтоловский государственный природный заказник регионального значения находится в западной части Приморского района Санкт-Петербурга в северо-восточной части округа Лахта-Ольгино. Территория располагается в западной части Лахтинской впадины (низины), в пределах подзоны южной тайги, и входит в состав ландшафтного района Приневской низменности Северо-Западной области Русской равнины.

## Границы

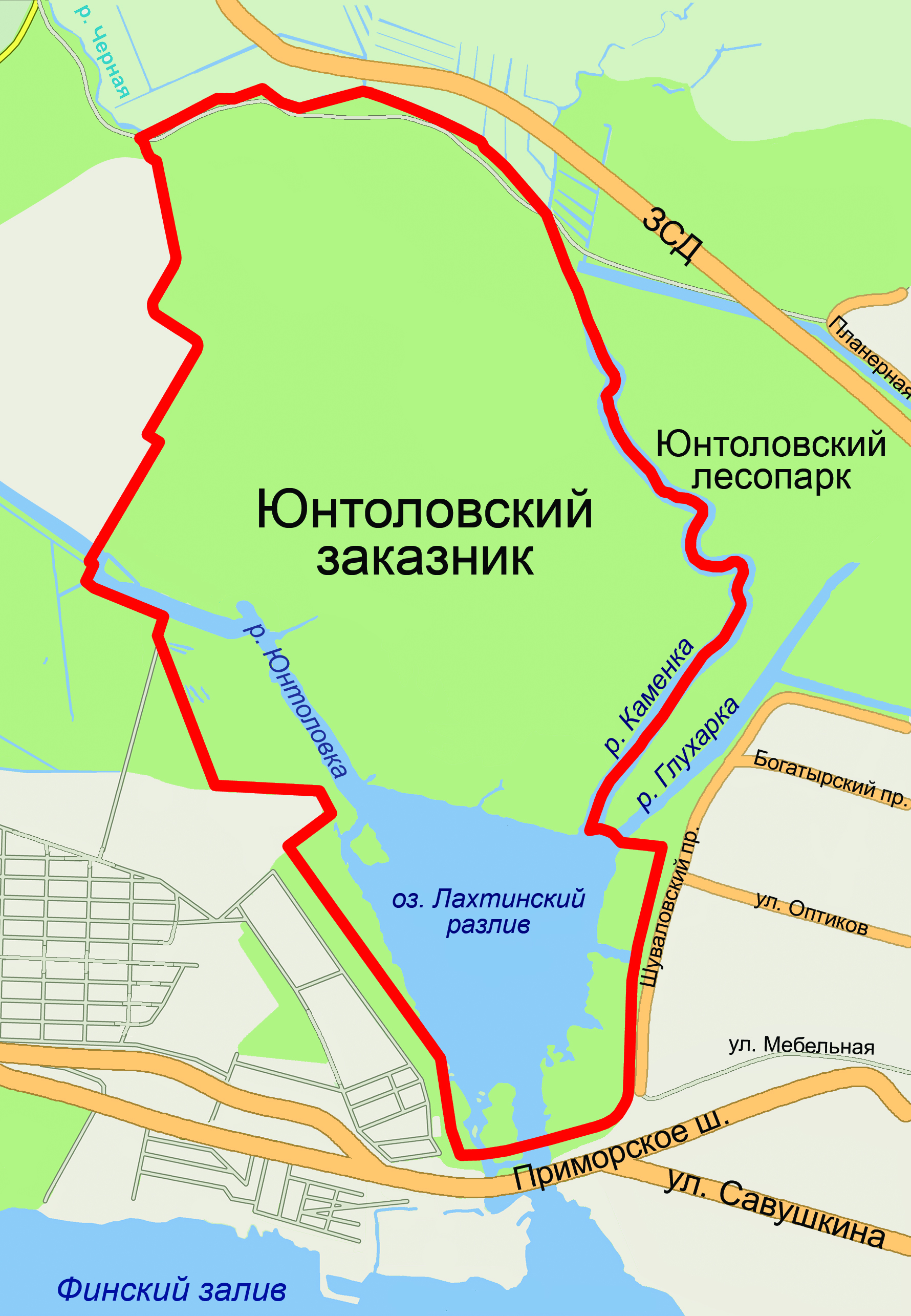
Границы Юнтоловского заказника

В границы Юнтоловского заказника, остающиеся неизменными с момента создания, вошёл Лахтинский разлив, участки рек Чёрная, Каменка, Юнтоловка, Глухарка, а также бо́льшая часть Лахтинского болота. Согласно приложению к решению президиума Ленсовета от 20.07.90 № 71, на тот момент «временные границы» заказника были описаны так: «по реке Каменке до её устья и далее вдоль восточного берега Лахтинского разлива, в 100 м севернее железной дороги Ленинград — Сестрорецк, по западному берегу Лахтинского разлива, по правому берегу реки Юнтоловки, по каналу вдоль восточного края зоны намыва до слияния с рекой Чёрной, по дренажной канаве вдоль границы Юнтоловской лесной дачи от реки Чёрной до реки Каменка».
С северо-восточной и восточной стороны к заказнику примыкает Юнтоловский лесопарк; он отделен от заказника рекой Каменкой.

## История образования заказника
История вопроса об образовании на северном берегу Невской губы особо охраняемой природной территории уходит своими корнями в первые десятилетия XX века. В 1919 году крупнейшие естествоиспытатели Петрограда выступили с инициативой о создании «заповедника местной природы» на всём побережье Невской губы от Старой Деревни до Лисьего Носа. «Прекрасными и поучительными картинами первоначальной растительности местного края» называли учёные ландшафты Лахтинской низменности, обосновывая важность «немедленного учреждения» заповедника. Особенно подчёркивалась ценность прибрежных участков, служащих местами массовых стоянок «разнообразных водоплавающих и голенастых птиц во время их весеннего и осеннего течений». Планам не дано было осуществиться — судя по всему, проект не получил поддержки властей. Однако в том же 1919 году на берегу Невской губы в особняке Стенбок-Ферморов, владевших окрестными землями до революции, начала работать Лахтинская экскурсионная станция. Её возглавил известный полярный исследователь профессор П. В. Виттенбург. В первый же год работы при учреждении был организован Музей природы северного побережья Невской губы. Проработавшая до 1932 года станция являлась подлинным центром исследований природы местного края, многие из которых не утратили научной ценности и поныне.
Планы по приданию статуса заповедной территории удалось воплотить в жизнь только в 1990 году.

## Растительность
Большая часть заказника занята сфагновыми сосновыми и берёзовыми лесами, а также переходными и низинными болотами. Реже встречаются сообщества с чёрной ольхой и другими мелколиственными породами, кустарниковые заросли. Всего на территории выявлено около 380 видов высших сосудистых растений из 83 семейств. Особого упоминания заслуживает кустарник восковник болотный, занесённый в Красную книгу России. Здесь, на северном берегу Финского залива — восточный предел его распространения, в связи с чем вопрос сохранения популяции вида в заказнике стоит особенно остро.

## Фауна птиц
Орнитофауна Юнтоловского заказника, несмотря на близость городских кварталов, чрезвычайно богата, разнообразна и даже уникальна. Всего здесь гнездится более 100 видов птиц. Ещё около 50 встречается во время миграции, зимовки и в летний период. С разной степенью регулярности в заказнике выводят птенцов 25 видов птиц, включённых в Красную книгу Санкт-Петербурга (выпь, серая утка, широконоска, погоныш, белоспинный дятел, малый пёстрый дятел, жулан, иволга, варакушка, ремез, речной и обыкновенный сверчки, и т. д.).
Хищные птицы, находящиеся на вершине «экологических пирамид», считаются хорошими индикаторами изменений окружающей среды. Их наличие, а тем более большое видовое разнообразие, является показателем нормального функционирования экологических систем. В Юнтоловском заказнике на сравнительно небольшой территории отмечены на гнездовании сразу 7 видов хищных птиц: скопа, осоед, канюк, тетеревятник, перепелятник, болотный лунь и чеглок, 4 из которых (скопа, осоед, тетеревятник и чеглок) включены в Красную книгу Санкт-Петербурга.
В заказнике происходит размножение скопы. До недавнего времени этот вид был чрезвычайно редок на всём Северо-Западе России. Сейчас его численность растёт, но он по-прежнему считается редким. Скопа включена в Красные книги Санкт-Петербурга, Ленинградской области и Российской Федерации. Охраняется она и в соседних государствах — в Финляндии, Эстонии и других странах Балтийского региона.
Ранее Лахтинский разлив играл большую роль в поддержании фауны птиц региона, поскольку являлся наряду с мелководьями Финского залива местом миграционных стоянок и гнездования водоплавающих и околоводных птиц. К сожалению, в результате масштабных вырубок на прилегающих территориях множество семейств птиц исчезло в заказнике и прилегающих территориях.

## Фауна млекопитающих
Из относительно крупных млекопитающих в заказнике встречаются лисица, ондатра, заяц-беляк и даже косули. На реках без труда можно найти хатки, норы, сваленные деревья и другие следы жизнедеятельности редкого на территории города речного бобра (его ещё называют европейским или обыкновенным).

## История освоения Лахтинской низменности
Окрестности Лахтинского разлива осваивались человеком ещё со времён шведского господства: земли по берегам рек Юнтоловка и Каменка использовались как сельскохозяйственные угодья. Осушение болот, начатое в XIX веке, а также постройка железной дороги, способствовали заселению близлежащих территорий.
В XX веке природа Лахтинской низины подверглась невиданным доселе изменениям. В 1916 году на Лахтинском торфянике началась добыча торфа, о чём до сих пор напоминают длинные обводнённые карьеры (чеки) в западной части заказника. В годы Великой Отечественной войны лахтинский торф служил топливом для блокадного Ленинграда. В 1962 году для намыва новых городских территорий со дна Лахтинского разлива добывали грунт, что привело к углублению водоёма с 1 до 15—18 метров в местах добычи (средняя глубина 4,3 метра, в центральной части — 8,3 м) и уничтожению части болота. Торфоразработки и добыча грунта в Лахте продолжились вплоть до образования заказника в 1990 году.
Из-за строительства дорог и намыва территории «горловина» Лахтинского разлива сузилась с 500 до 10 метров, площадь мелководий с зарослями тростника сильно сократилась, в результате чего численность останавливающихся на пролёте птиц резко уменьшилась.

## Западный скоростной диаметр
Рядом с заказником с северной стороны была построена автомагистраль — Западный скоростной диаметр. ЗСД был построен на территории, которая в соответствии с Законом Санкт-Петербурга «О зелёных насаждениях общего пользования» состоит из двух видов территорий, которые называются «Юнтоловский лесопарк» (западнее пересечения Планерной улицы и Шуваловского проспекта) и парк без названия (участок северо-западнее пересечения Камышовой и Яхтенной улиц).
Западный скоростной диаметр нанёс значительный ущерб примыкающей к заказнику территории, было срублено несколько гектаров леса, нарушено водоснабжение между водными объектами.
С разрешения Министерства природных ресурсов полторы тысячи экземпляров занесённого в Красную книгу РФ восковника болотного были пересажены с участков строительства в Ботанический сад БИН РАН, а оттуда частично — в Юнтоловский заказник.
Для обеспечения свободного перемещения людей и сохранения сложившегося гидрологического режима территории трасса ЗСД на участках, проходящих вблизи заказника, была построена на эстакаде и частично оснащена защитными экранами.

## «Лахта-центр»

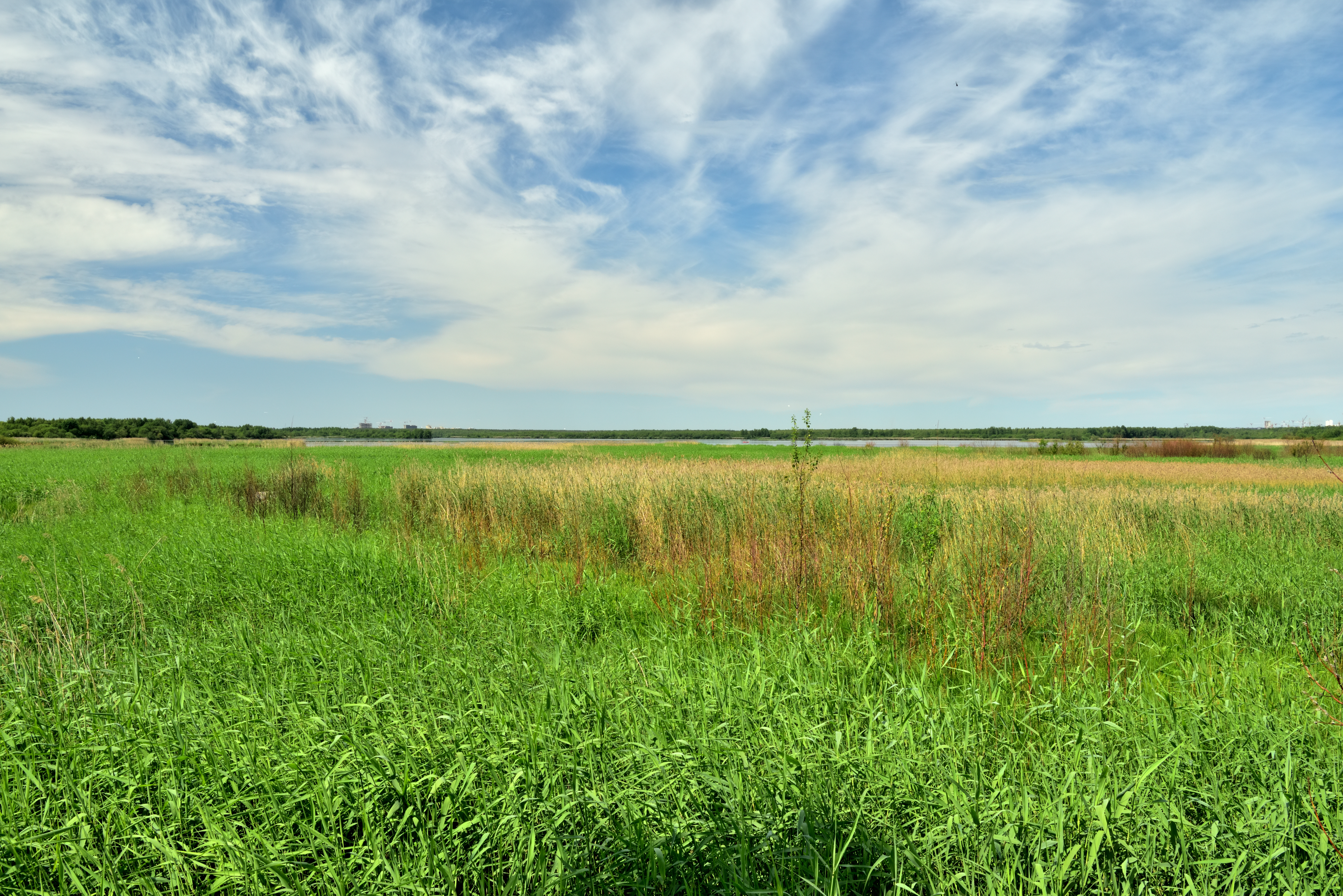
Панорама заказника со стороны Лахта-центра

У южных границ заказника строится небоскрёб «Лахта-центр», высотой 462 м.
Через Санкт-Петербург и Финский залив проходит Беломоро-Балтийский миграционный путь, которым ежегодно летят миллионы птиц. Мигрируют они в основном ночью и пролетают Юнтоловский заказник и акваторию Финского залива транзитом либо останавливаются для отдыха на поросших тростником мелководьях. В 2011—2012 годах проводились орнитологические исследования, которые показали, что участок, где будет построен небоскрёб, ежегодно пересекают сотни тысяч птиц, часть из которых неминуемо погибнет. Среди них могут быть и краснокнижные виды, как гнездящиеся в заказнике, так и пролётные: тундряный лебедь и лебедь-кликун, варакушка, скопа.
В соответствии с рекомендациями орнитологов по минимизации количества жертв среди птиц, необходимо, например, применение специального типа остекления здания, мерцающей ночной подсветки в зелёной части спектра, и т. д.

## Управление заказником
Управление заказником осуществляет государственное казённое учреждение «Дирекция особо охраняемых природных территорий Санкт-Петербурга», подведомственное Комитету по природопользованию, охране окружающей среды и обеспечению экологической безопасности.

## Режим особой охраны
Распоряжением Губернатора Санкт-Петербурга от 30.11.1999 № 1275-р в заказнике установлен режим особой охраны, в соответствии с которым запрещается:
- строительство;
- охота и причинение вреда животным;
- рубка деревьев, сбор растений;
- рыболовство с 15 апреля по 1 июня;
- разведение открытого огня, поджог тростников и торфяников;
- загрязнение территории;
- движение авто- и мототранспорта;
- движение по озеру и рекам на лодках с моторами;
- выпас скота.